# Włodzimierz Janiurek
Włodzimierz Janiurek (ur. 21 września 1924 w Chorzowie, zm. 22 lipca 2011 w Łodzi) – polski dziennikarz, polityk, dyplomata, w latach 1971–1980 rzecznik rządów Piotra Jaroszewicza i Edwarda Babiucha. Poseł na Sejm PRL II, III i IV kadencji.

## Życiorys
Był synem Stefana (urzędnika spółki Skarboferm) i Heleny ze Sroków. Przed wybuchem II wojny światowej ukończył trzy klasy Gimnazjum Państwowego nr 868 im. św. Stanisława Kostki w Chorzowie. W listopadzie 1939 wywieziono go na roboty przymusowe do Niemiec, z których zbiegł. Od października 1940 do stycznia 1945 był zatrudniony w hurtowniach żywności oraz jako szofer w Chorzowie, po czym został wcielony przymusowo do Wehrmachtu i przerzucony na front zachodni pod granicę holenderską, skąd po dwóch miesiącach zdezerterował do oddziałów British Army, a następnie przebywał przez rok w brytyjskich obozach jenieckich w Belgii (kolejno w La Hulpe i Vilvoorde). Do Polski powrócił w kwietniu 1946. W następnym miesiącu wstąpił do Polskiej Partii Robotniczej i podjął pracę w redakcji „Trybuny Robotniczej”, gdzie jako redaktor i kierownik działu zatrudniony był do października 1949. Od 1946 do 1951 był członkiem Związku Zawodowego Dziennikarzy RP, w latach 1951–1982 Stowarzyszenia Dziennikarzy Polskich, a od 1982 Stowarzyszenia Dziennikarzy Rzeczypospolitej Polskiej.
Od 1948 należał do współtworzonej przez PPR Polskiej Zjednoczonej Partii Robotniczej. Zdał maturę w Liceum im. Adama Mickiewicza w Katowicach, następnie ukończył jednoroczny kurs dziennikarski przy Związku Zawodowym Dziennikarzy w Warszawie. Od października 1949 do lipca 1951 był słuchaczem Szkoły Partyjnej przy KC PZPR w Warszawie, uzyskał wyższe wykształcenie dziennikarskie. Od sierpnia 1951 do lipca 1954 był instruktorem w Wydziale Prasy, Radia i Wydawnictw Komitetu Centralnego PZPR; jednocześnie wykładał na Wydziale Dziennikarskim Uniwersytetu Warszawskiego i w Ośrodku Szkolenia Dziennikarzy. Od września 1954 do 1965 pełnił funkcję redaktora naczelnego „Trybuny Robotniczej”. W latach 1957–1969 był z ramienia PZPR posłem na II, III i IV kadencji z okręgu Gliwice. Zasiadał w egzekutywie Komitetu Wojewódzkiego partii. Od 1965 do 1970 studiował zaocznie w Wyższej Szkole Pedagogicznej w Katowicach, zostając jej absolwentem. Od grudnia 1965 do stycznia 1971 był ambasadorem PRL w Czechosłowacji, a od marca 1971 do sierpnia 1980 podsekretarzem stanu w Urzędzie Rady Ministrów i jednocześnie (do września 1980) rzecznikiem prasowym rządu, od 1975 równocześnie także zastępcą członka KC PZPR. W lutym 1980 został członkiem Centralnej Komisji Rewizyjnej PZPR, a w lipcu tego samego roku ambasadorem PRL w Meksyku. Obie te funkcje pełnił do października 1981. Członkiem PZPR pozostawał do rozwiązania partii w styczniu 1990.
W 1958 wraz z Wilhelmem Szewczykiem napisał książkę O Śląsku i Ślązakach. Był też autorem książki Dzień dobry Nusantaro, a także zbioru reportaży i listów z podróży po Morzu Śródziemnym Ucieczka z klepsydry. Ponadto wydał album Suita Śląska (wraz z Jeremim Gliszczyńskim) oraz w 1991 wspomnienia Nie wołać mnie z powrotem.
Wdowiec, żona Janina Janiurkowa zmarła w 1984. Pochowany na cmentarzu przy ul. Henryka Sienkiewicza w Katowicach.

## Odznaczenia
- Order Sztandaru Pracy I klasy
- Order Sztandaru Pracy II klasy
- Krzyż Kawalerski Orderu Odrodzenia Polski (1955)[2]
- Złoty Krzyż Zasługi
- Medal 10-lecia Polski Ludowej (1955)[3]
- Złoty Medal „Za zasługi dla obronności kraju” (1973)[4]
- Odznaka 1000-lecia Państwa Polskiego
- Odznaka „Zasłużony Działacz Kultury”
- Odznaka „Za zasługi dla rozwoju prasy polskiej i Stowarzyszenia Dziennikarzy Polskich” (1974)[5]
- Wielka Złota Odznaka Honorowa z Gwiazdą za Zasługi dla Republiki Austrii[6]
- Złoty Medal „Za zasługi w rozwoju przyjaźni i współpracy z CSRS” (Czechosłowacja, 1979)[7]